# Jeux de la Micronésie de 1998
Navigation
Guam 1994 Pohnpei 2002
Les 4es Jeux de la Micronésie, organisés par le Comité national olympique des Palaos ont eu lieu du 1er au 9 août 1998, sur l'île de Koror dans l'État de Koror aux Palaos. Les jeux de 1998 sont les premiers organisés par les Palaos.

## Délégations participantes
Les participants à cette compétition sont deux territoires organisés non incorporés des États-Unis, Guam et les Îles Mariannes du Nord, quatre pays souverains, les îles Marshall, les Kiribati, les Palaos et Nauru, et les quatre États constitutifs des États fédérés de Micronésie, Chuuk, Pohnpei, Kosrae et Yap, qui concourent séparément. Les Kiribati font leur première apparition,.

## Compétition

### Sports au programme
Treize sports sont au programme de ces jeux : l’athlétisme, le baseball, le basketball, la lutte, l'haltérophilie, le Micronesian all around, la natation, la pêche sous-marine, le softball balle rapide pour les hommes et balle lente pour les femmes, le tennis, le tennis de table, le volley-ball, la course de Va'a. La liste des sports comprend maintenant l'haltérophilie féminine et le tournoi de lutte est élargi pour inclure à la fois le style libre et le style gréco-romain. En outre, un tournoi de football d'exhibition est organisé avec les équipes de Guam, de Palaos et de Yap,. Les premiers contrôles anti-dopages sont organisés lors de cette édition. La noix d'arec est classée parmi les substances interdites.

### Tableau des médailles
Palaos est le territoire qui remporte le plus de médailles avec 118 médailles dont 31 en or. Nauru est premier au tableau des médailles avec 38 médailles d'or, la plupart obtenues en haltérophilie masculine,.
| Rang  | Nation                 | Or  | Argent | Bronze | Total |
| ----- | ---------------------- | --- | ------ | ------ | ----- |
| 1     | Nauru                  | 38  | 3      | 10     | 51    |
| 2     | Îles Mariannes du Nord | 36  | 27     | 15     | 78    |
| 3     | Guam                   | 35  | 27     | 19     | 81    |
| 4     | Palaos                 | 31  | 58     | 29     | 118   |
| 5     | Îles Marshall          | 5   | 7      | 21     | 33    |
| 6     | Yap                    | 5   | 4      | 8      | 17    |
| 7     | Kosrae                 | 4   | 5      | 11     | 20    |
| 8     | Chuuk                  | 3   | 7      | 7      | 17    |
| 9     | Pohnpei                | 0   | 8      | 13     | 21    |
| 10    | Kiribati               | 0   | 8      | 7      | 15    |
| Total | Total                  | 157 | 154    | 140    | 451   |

### Athlétisme
Les femmes participent à autant d'épreuves que les hommes. Elles ne diffèrent que sur une seule : le 3 000 m féminin est remplacé par le 5 000 m masculin,.
- Femmes

Les meilleures performances des Jeux (RJ = Record des Jeux) ont été battues sur les 200 m, 800 m, relais 4 × 100 m, relais 4 × 400 m, saut en hauteur, saut en longueur, lancer du poids, lancer du disque féminins. Lors de ces Jeux, le pentathlon remplace le marathon.
| Épreuves          | Or                                                                                    | Argent                                                                                   | Bronze                                                                      |
| 100 m             | Peoria Koshiba Palaos 13 s 35                                                         | Rhida Epina Pohnpei 13 s 44                                                              | Keisy Tilfas Kosrae 13 s 79                                                 |
| 200 m             | Peoria Koshiba Palaos 27 s 14 RJ                                                      | Jacqueline Baza Guam 28 s 05                                                             | Rhida Epina Pohnpei 28 s 09                                                 |
| 400 m             | Jacqueline Baza Guam 1 min 3 s 7                                                      | Evangeline Ikelap Chuuk 1 min 4 s 76                                                     | Trudy Duburiya Nauru 1 min 6 s 8                                            |
| 800 m             | Sloan Siegrist Guam 2 min 30 s 39 RJ                                                  | Jenae Skerritt Guam 2 min 34 s 14                                                        | Eronin Aisek Chuuk 2 min 39 s 90                                            |
| 1 500 m           | Sloan Siegrist Guam 5 min 28 s 35                                                     | Jenae Skerritt Guam 5 min 33 s 78                                                        | Nofina Sakkam Chuuk 5 min 39 s 23                                           |
| 3 000 m           | Jenae Skerritt Guam 12 min 43 s 4                                                     | Kimie Elvis Chuuk 12 min 52 s 9                                                          | Ruute Keakea Kiribati 13 min 13 s 8                                         |
| 10 000 m          | Belinda Renmog Yap 54 min 57 s 93                                                     | Ruute Keakea Kiribati 54 min 59 s 74                                                     | Anastacia Perogolo Yap 54 min 59 s 99                                       |
| 4 × 100 m         | Nerlina Mereb, Cherrie Ringang, Carmella Caleb, Peoria Koshiba Palaos 52 s 37 RJ      | Rhina Frederick, Marleen Saimon, Neth, Rhida Epina Pohnpei 53 s 61                       | Destalena Olsson, Trudy Duburiya, Edouwe Appin, Joline Harris Nauru 54 s 86 |
| 4 × 400 m         | Aubrey Posadas, Sloan Siegrist, Jenae Skerritt, Jacqueline Baza Guam 4 min 25 s 08 RJ | Cherrie Ringang, Momoe Akuzawa, Shannon Selau Sakai, Peoria Koshiba Palaos 4 min 28 s 79 | Evangeline Ikelap, Omwere, Eronin Aisek, Regina Shotaro Chuuk 4 min 33 s 52 |
| Saut en hauteur   | Jenae Skerritt Guam 1,50 m RJ                                                         | Carrissa Dkar Subris Palaos 1,48 m                                                       | Jessica Rablung Yap 1,32 m                                                  |
| Saut en longueur  | Aubrey Posadas Guam 5,03 m RJ                                                         | Taati Eria Kiribati 4,60 m                                                               | Julie Tokyo Îles Mariannes du Nord 4,33 m                                   |
| Triple saut       | Jayrine Dobich Chuuk 9,26 m                                                           | Nerlina Merep Palaos 9,07 m                                                              | Cherrie Ringang Palaos 8,61 m                                               |
| Lancer du poids   | Melanie Nestor Palaos 10,59 m RJ                                                      | Emiliana Quitugua Îles Mariannes du Nord 10,06 m                                         | Trudy Duburiya Nauru 9,60 m                                                 |
| Lancer du disque  | Melanie Nestor Palaos 30,46 m RJ                                                      | Nicole Wabol Îles Mariannes du Nord 29,09 m                                              | Trudy Duburiya Nauru 27,89 m                                                |
| Lancer du javelot | Vanessa Mobel Îles Mariannes du Nord 32,83 m                                          | Emiliana Quitugua Îles Mariannes du Nord 31,86 m                                         | Sylvia Akapito Chuuk 28,67 m                                                |
| Pentathlon        | Nerlina Merep Palaos 1 499 points                                                     | Shannon Sakal Palaos 1 431 points                                                        | Jayrine Dobich Chuuk 1 244 points                                           |

- Hommes

Les meilleures performances des Jeux (RJ = Record des Jeux) ont été battues sur les 200 m, 800 m, 5 000 m, 10 000 m, relais 4 × 100 m, relais 4 × 400 m, saut en hauteur, lancer du poids, lancer du disque et lancer du javelot masculins. Lors de ces Jeux, le marathon est remplacé par le pentathlon.
| Épreuves          | Or                                                                                    | Argent                                                                                | Bronze                                                                               |
| 100 m             | Christopher Adolf Palaos 11 s 23                                                      | Frederick Canon Nauru 11 s 26                                                         | Hadley Hesus Palaos 11 s 46                                                          |
| 200 m             | Christopher Adolf Palaos 22 s 62 RJ                                                   | Frederick Canon Nauru 22 s 84                                                         | Ashley Oiterong Palaos 23 s 45                                                       |
| 400 m             | Russell Ward Roman Îles Marshall 51 s 07 RJ                                           | Einer Kebekol Îles Mariannes du Nord 51 s 23                                          | David Neilsen Îles Mariannes du Nord 51 s 30                                         |
| 800 m             | Neil Weare Guam 2 min 1 s 40                                                          | Einer Kebekol Pohnpei 2 min 1 s 55                                                    | Russell Ward Roman Guam 2 min 5 s 03                                                 |
| 1 500 m           | Brent Butler Guam 4 min 18 s                                                          | Neil Weare Guam 4 min 29 s 68                                                         | Edwin Hartman Chuuk 4 min 38 s 86                                                    |
| 5 000 m           | Brent Butler Guam 16 min 32 s 32 RJ                                                   | Kostantino Kosy Chuuk 17 min 46 s 49                                                  | Teinakewe Tamuera Kiribati 17 min 52 s 66                                            |
| 10 000 m          | Brent Butler Guam 33 min 58 s 02 RJ                                                   | Kostantino Kosy Chuuk 38 min 11 s 46                                                  | Rendelius Germinaro Pohnpei 38 min 31 s 64                                           |
| 4 × 100 m         | Christopher Adolf, Jason Rafael, Ashley Oiterong, Hadley Hesus Palaos 42 s 82 RJ      | Ryan Claros, Paul Claros, David Neilsen, Philam Garcia Guam 43 s 32                   | Patrickson Anson, Strickson Anson, Patterson Anson, Detrickson Anson Pohnpei 44 s 60 |
| 4 × 400 m         | Russell Roman, Lindon Johnson, Sngebard Delong, Einer Kebekol Palaos 3 min 28 s 10 RJ | Kuniwo Suananga, Edwin Hartman, Peter Donis Rudolf, Rickey Shorey Chuuk 3 min 34 s 25 | Ryan Claros, Paul Claros, Philam Garcia, David Neilsen Guam 3 min 35 s 07            |
| Saut en hauteur   | Joseph Skerritt Îles Marshall 1,78 m RJ                                               | Christopher Kitalong Palaos 1,78 m RJ                                                 | Palamo Kulene Kiribati Alokoa Wagok Kosrae 1,76 m                                    |
| Saut en longueur  | Christopher Kitalong Palaos 6,33 m                                                    | Kerjoe Rechirei Palaos 6,22 m                                                         | Jefferson Halilito Chuuk 6,07 m                                                      |
| Triple saut       | Kerjoe Rechirei Palaos 13,06 m                                                        | Jefferson Halilito Chuuk 12,57 m                                                      | Christopher Kitalong Palaos 12,45 m                                                  |
| Lancer du poids   | Fa'aea Talalemotu Îles Mariannes du Nord 14,37 m RJ                                   | Rene Delamar Guam 14,26 m                                                             | Jersey Iyar Palaos 13,08 m                                                           |
| Lancer du disque  | Rene Delamar Guam 40,64 m RJ                                                          | Fa'aea Talalemotu Îles Mariannes du Nord 40,03 m                                      | Pelefoti Cooper Palaos 34,60 m                                                       |
| Lancer du javelot | Joal Untalan Îles Mariannes du Nord 59,64 m RJ                                        | Brightwell Skilling Kosrae 55,09 m                                                    | Fine Olsson Nauru 53,45 m                                                            |
| Pentathlon        | Eyner Kebekol Palaos 2 709 points                                                     | Jefferson Halilito Chuuk 2 547 points                                                 | Wayne Pua Îles Mariannes du Nord 2 387 points                                        |

### Micronesian all around
La compétition de Micronesian all around concerne à la fois les hommes et les femmes.
| Femmes              | Femmes                | Femmes             | Hommes                      | Hommes                                    | Hommes                |
| ------------------- | --------------------- | ------------------ | --------------------------- | ----------------------------------------- | --------------------- |
| Or                  | Argent                | Bronze             | Or                          | Argent                                    | Bronze                |
| Burang Skang Palaos | Melinda Olpet Pohnpei | Masumi Une Pohnpei | Rembi Osomai ou Osomi Chuuk | Jonah Henley Pohnpei Gerald Teblak Palaos | Todley Kilikun Kosrae |

### Autres résultats
L'haltérophile nauruan Marcus Stephen bat trois records d'Océanie et du Commonwealth.